# Torshamns domkyrka
Tórshavns domkyrka (färöiska: Havnar Kirkja, eller Dómkirkjan) är den näst äldsta bevarade kyrkan på Färöarna, efter Ólavskirkjan. Kyrkan ligger i huvudstaden Tórshavns äldre del, på halvön Tinganes. Den byggdes 1788, är vitkalkad och har skiffertak. Sedan 1990 har kyrkan varit biskopssäte  och den är därmed en domkyrka. Den tillhör Färöarnas folkkyrka.

## Historik
Under medeltiden fanns ingen kyrkobyggnad i Tórshavn, möjligen fanns där ett bönhus. År 1609 byggdes en riktig kyrka på en stenig kulle i Tinganes. År 1780 blev Rasmus Jørgen Winther pastor i Tórshavn och 1782 tog han initiativet till att bygga en ny kyrka som färdigställdes 1788 av Johannes Poulsen som var byggmästare i Tórshavn. En ombyggnad genomfördes 1865 vilket förändrade kyrkans utseende. 1935 förlängdes koret fyra meter åt öster och en ny sakristia tillkom.

## Inventarier
På norra långväggen hänger en altartavla som skänktes till kyrkan 1647.